# Prionotus tribulus
Prionotus tribulus är en fiskart som beskrevs av Cuvier 1829. Prionotus tribulus ingår i släktet Prionotus och familjen knotfiskar. Inga underarter finns listade i Catalogue of Life.